# Börries von Münchhausen (Schriftsteller)

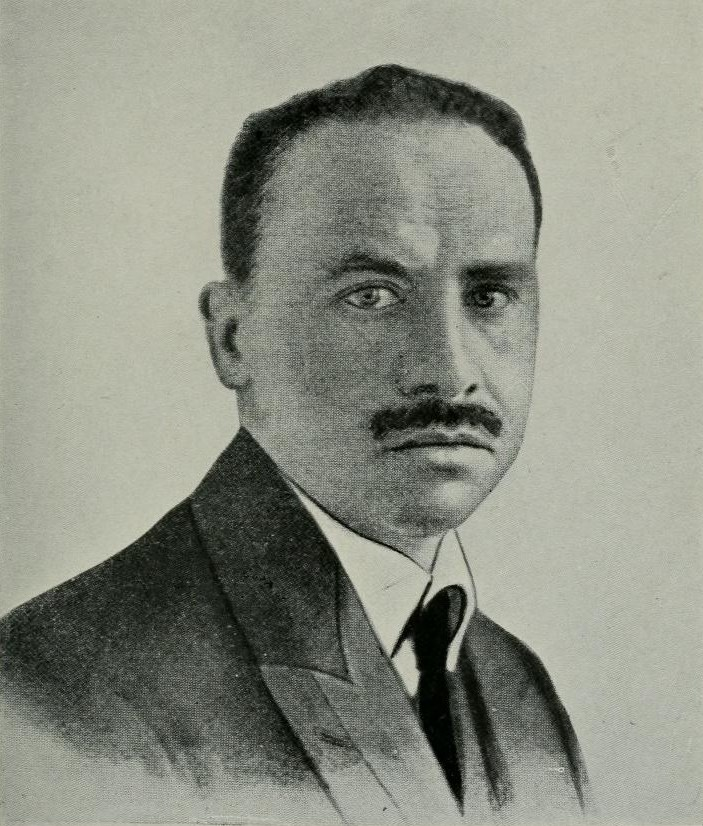
Börries von Münchhausen
(um 1913)

Börries Albrecht Conon August Heinrich Freiherr von Münchhausen (* 20. März 1874 in Hildesheim; † 16. März 1945 in Windischleuba) war ein deutscher Schriftsteller und Lyriker der Neuromantik. Er war Antisemit und stand der völkischen Bewegung nahe. In der späten Weimarer Republik gründete er die elitäre Deutsche Dichterakademie. In der Zeit des Nationalsozialismus ab 1933 beteiligte er sich aktiv an der rassistischen Kulturpolitik des NS-Staates. Während die zeitgenössische Literaturkritik seinen literarischen Rang hoch einschätzte und die Germanistik ihn bis in die 1960er Jahre als Balladendichter rühmte, ist der Autor heute weitgehend vergessen.

## Leben

### Herkunft

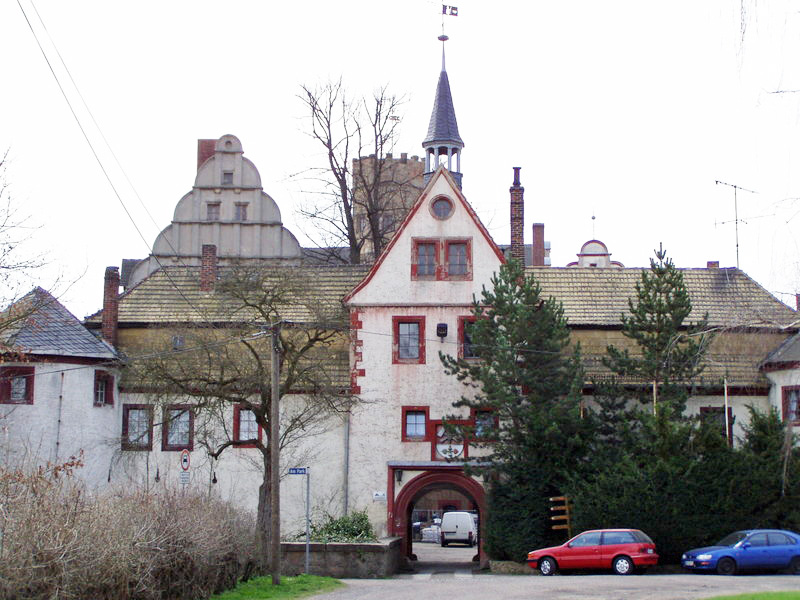
Schloss Windischleuba (von 1880 bis 1945 im Besitz der Familie Münchhausen)

Börries war der älteste Sohn des gleichnamigen Vaters Börries Freiherr von Münchhausen (1845–1931) und von dessen Frau Clementine von Münchhausen, geborene von der Gabelentz (1849–1913). Seine vier jüngeren Geschwister hießen Clementine, Hans Georg, Elisabeth und Anna Margarete. Zum Besitz der Eltern gehörten unter anderem das Rittergut Apelern, ein Gut in Moringen und das Schloss und Rittergut Windischleuba bei Altenburg (Thüringen). Bis 1878 wuchs Börries in einer von seinen Eltern gemieteten Wohnung in Hildesheim auf. Das Haus gehörte dem jüdischen Kaufmann Magnus Meyerhof. Dessen Töchter, darunter die spätere Autorin und Frauenrechtlerin Leonie Meyerhof, kümmerten sich mit um Börries. Bis 1922 blieben beide Familien nach seinen Angaben befreundet.

### Schul- und Studienzeit
Ab 1878 wohnten die Münchhausens auf den vorgenannten drei Gütern. Börries wurde zunächst privat von seiner Mutter unterrichtet und kam ab 1887 in die preußische Klosterschule Ilfeld, ein protestantisches Internat. Ab Oktober 1888 besuchte er das Gymnasium in Altenburg, ab Frühjahr 1890 das Lyzeum II in Hannover, das spätere Goethegymnasium. Dort legte er 1895 sein Abitur ab.
In seiner autobiografischen Skizze von 1922 („Fröhliche Woche mit Freunden“) bezeichnete er sein Elternhaus als tolerant gegenüber den sogenannten Nichtadeligen, beschrieb jedoch fast nur Kontakte zu eigenen Verwandten und unterschied „Juden und Deutsche“. Er beschrieb sich als „sehr schlechten und faulen Schüler“, der zweimal ein Schuljahr wiederholen musste und sich vor allem für Sport und Dichtung interessierte. Er habe einen Leseverein gegründet und Mitschülern gelegentlich eigene Gedichte und Balladen vorgetragen. Im Lyzeum II hatte er Kontakt zu Sammy Gronemann, der als Sohn des hannoverschen Landesrabbiners Selig Gronemann starkem Judenhass ausgesetzt war. Mit ihm habe er sich „gut vertragen“; doch „wahrlich befreundet“ habe er sich mit Ludwig Heynemann. Dieser nahm ihn 1891/1892 öfter in die 1870 gebaute Neue Synagoge (Hannover) mit, lud ihn zum Pessachfest in sein Elternhaus ein und lieh ihm die Haggada. Durch diesen Einfluss habe er sich für das Alte Testament begeistert und sich zu seinen späteren „jüdischen Balladen“ anregen lassen. Durch die jüdischen Mitschüler sei ihm „zuerst der Unterschied der Rassen“ bewusst geworden; woran, erläuterte er nicht. Gronemann berichtete später in seinen Memoiren: Börries „pflegte gegenüber antisemitischen Pöbeleien sehr energisch aufzutreten“, sei aber nicht sein Freund geworden.

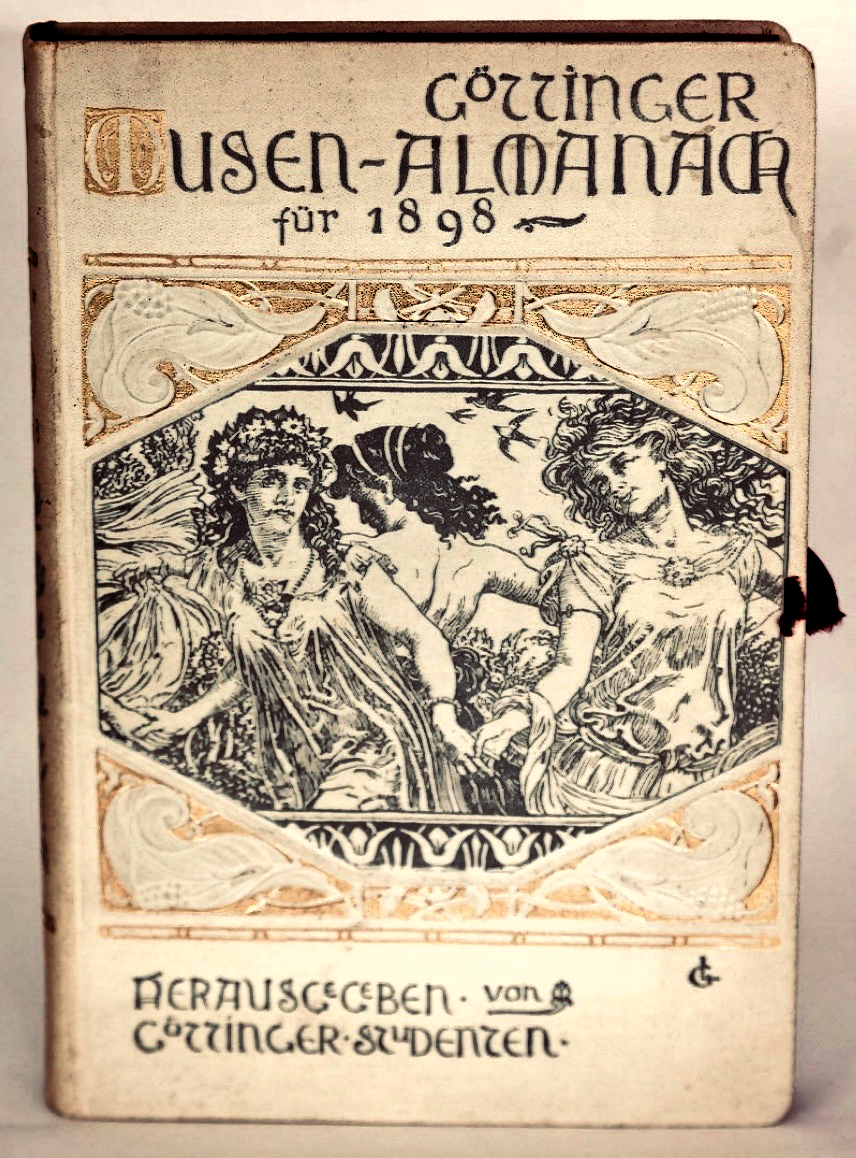
Göttinger Musen-Almanach für 1898

Ab 1895 studierte Münchhausen an der Ruprecht-Karls-Universität Heidelberg Rechts- und Staatswissenschaften. Nach einem Semester an der Kunstakademie München setzte er das Jurastudium auf Geheiß seiner Eltern an der Georg-August-Universität Göttingen fort. Dort gründete und leitete er einen Studentenkreis für Literatur namens „Göttinger Akademie“. Der Name lehnt sich an die Akademie der Wissenschaften zu Göttingen als Teil der Universität Göttingen an, die sein Vorfahre Gerlach Adolph von Münchhausen 1734 gegründet hatte. In diesem Kreis versammelten sich nach seinen Angaben Burschenschafter, Corps-Studenten und junge Frauen zu Alkoholgenuss und Volksliedgesang.
1897 veröffentlichte Münchhausen seinen ersten Gedichtband und übernahm die Redaktion des jährlich erscheinenden Göttinger Musenalmanachs für die meisten Ausgaben bis 1905. Darin machte er sich konservativen Lesern als „Erneuerer der Ballade“ bekannt und nutzte dazu seinen Studentenkreis und seine Kontakte als Adeliger.
Im Vorwort zum Musenalmanach 1898 stellte er das „natürliche“ Kunstwerk des „gesunden und frischen Künstlers“ dem Werk des „seelisch krankhaft Differenzierten“ gegenüber. Damit bezog er von vornherein gegen Autoren moderner Lyrik Stellung und verfolgte programmatisch „ein restauratives Bemühen […] im Geiste der Antimoderne“. Er vertrat die Neuromantik gegen Naturalismus und moderne Kunstrichtungen, die auch die soziale Wirklichkeit unterprivilegierter Bevölkerungsteile aufgriffen.
Bereits 1896 als Student nutzte Münchhausen seine Rechtskenntnisse für literaturpolitische Konflikte. Er erstattete eine Strafanzeige wegen Blasphemie und Unzucht gegen Richard Dehmel und behauptete, dieser sei jüdischer Herkunft. Zum Anlass dafür nahm er Dehmels Gedicht Venus Consolatrix, das die Figuren der Maria Magdalena, der Gottesmutter Maria und der römischen Liebesgöttin Venus miteinander verschmolz. Im Strafprozess 1897 wurde Dehmel dazu verurteilt, eine Passage des Gedichts zu streichen und es aus der Restauflage und späteren Auflagen seines Werks Weib und Welt zu entfernen.
Durch diesen Fall verlor Münchhausen viele Sympathien. Auch Gronemann wusste von der Entrüstung vieler Gebildeter über die Strafanzeige. Nachdem beide 1897 mit der mündlichen Prüfung am selben Tag das erste juristische Staatsexamen bestanden hatten, unterschrieb Münchhausen für Gronemann, der als orthodoxer Jude am Sabbat nicht schreiben durfte, widerrechtlich die Prüfungsurkunde. Anders als Gronemann und zum Unwillen seines Vaters ging er danach nicht als Jurist in den Staatsdienst, sondern studierte Philosophie und Literaturgeschichte an der Friedrich-Wilhelms-Universität zu Berlin, um Schriftsteller zu werden.
Der Literaturkritiker Carl Hermann Busse machte Münchhausen 1897 auf Gedichte der jungen Agnes Miegel aufmerksam. Von 1898 bis 1900 war sie seine Geliebte. 1930 behauptete er, er habe ihr Genie entdeckt und viele ihrer Gedichte mitverfasst. Sie hätten sich einvernehmlich getrennt und seien Freunde geblieben. Miegel schrieb 1899: Während er sich sein „Götterrecht“ genommen habe, in ihr Leben einzugreifen, habe er ihr dieses Recht abgesprochen. 1903 schrieb sie, er habe sie verachtet, gerade weil sie seine Geliebte gewesen sei. In ihrer Ballade La Furieuse (1904) verarbeitete sie ihren Zorn auf den Adel und ihren früheren Geliebten. Jedoch warf sie sich selbst vor, sie habe Standesgrenzen verletzt. 1901 wurde Lulu von Strauß und Torney Münchhausens neue Geliebte, die er mit Miegel bekannt machte. Er hatte zudem zahlreiche Affären mit nichtadeligen Frauen, denen gegenüber er offen seinen Standesdünkel zeigte.
In Berlin lernte Münchhausen eine vielseitige Kulturszene kennen und erfuhr Kritik an seiner Herkunft und der altmodischen Themenwahl in seinen Balladen. Kurzzeitig erwog er, seinen Adelstitel abzulegen, zog aber vor, seinen Großgrundbesitz zu behalten und adelige Tradition weiterzugeben. Obwohl keine seiner Balladen soziale Themen behandelte, vertrat er einen volkspädagogischen Anspruch. 1899 schloss er seine Jura-Ausbildung ab und wurde mit einer Dissertation „Über die Pflicht zur Anzeige“ in Leipzig zum Dr. iur. promoviert.

### Verhältnis zum Zionismus

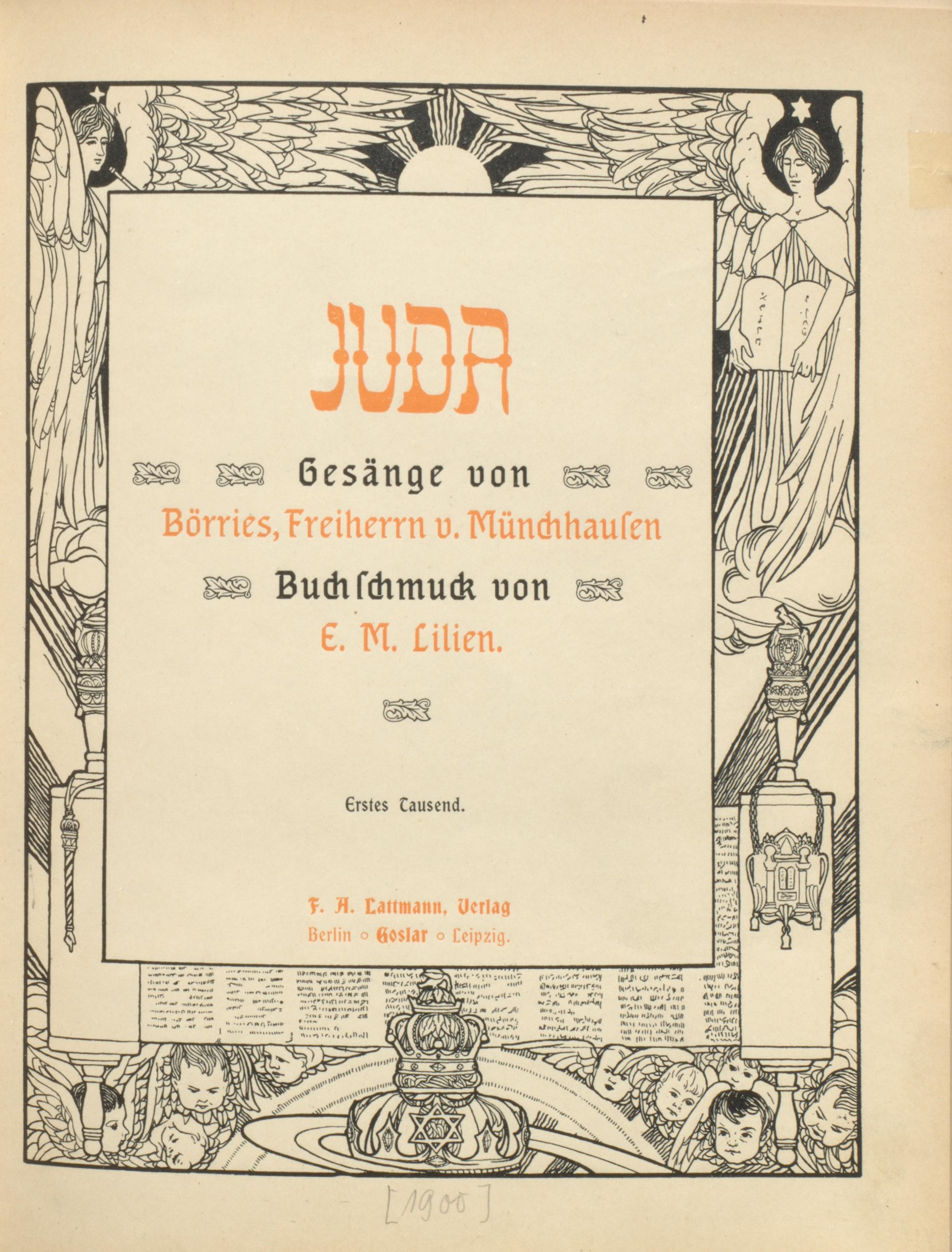
Juda (1900)

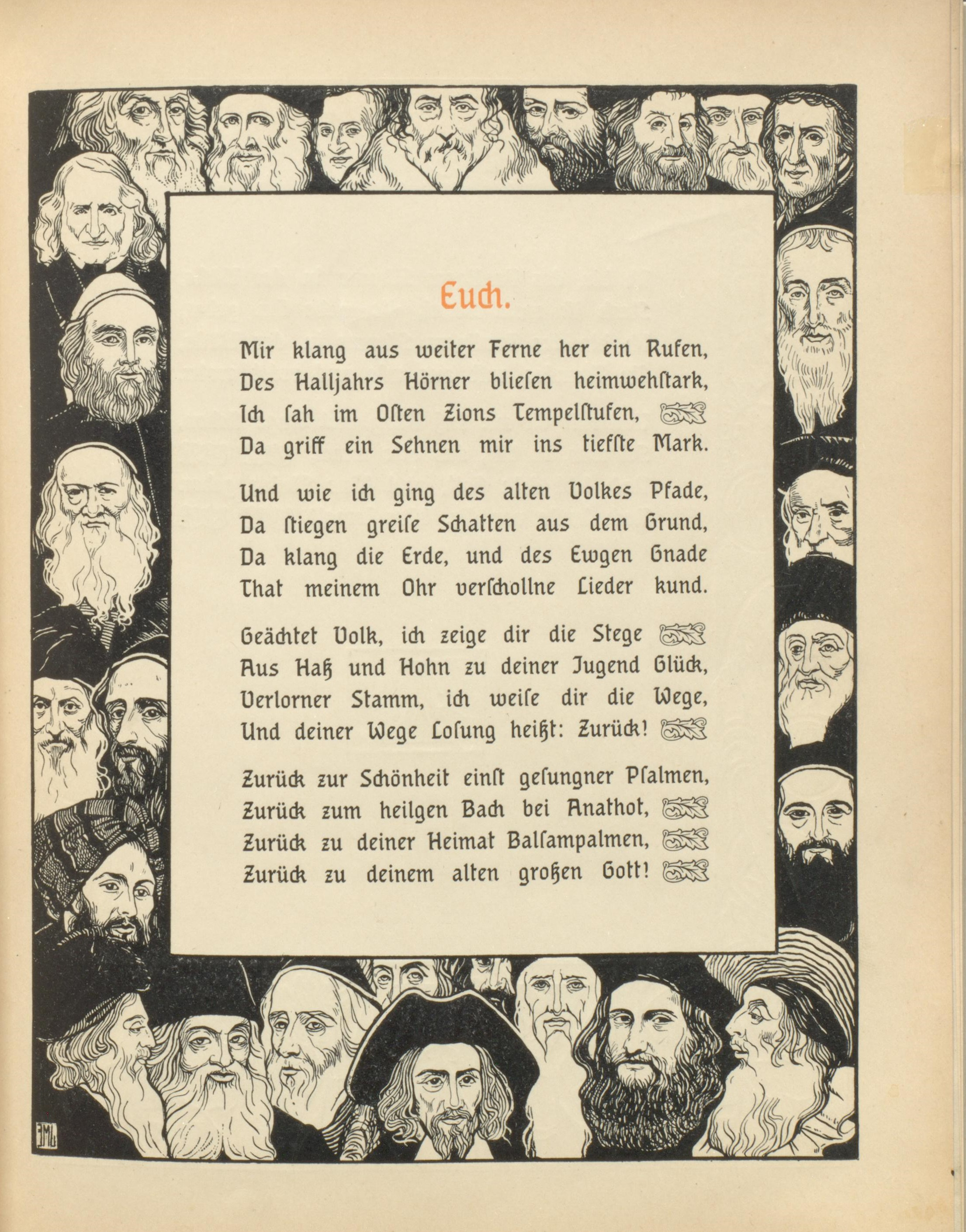
Euch

1899 befreundete sich Münchhausen mit dem jüdischen Künstler Ephraim Moses Lilien, der ihm anbot, seine Balladen zu Themen der Bibel zu illustrieren. Liliens Kreis von Rabbinern und Zionisten, so Münchhausen 1922, habe ihn zur Sonderausgabe Juda angeregt. Diese erschien im Dezember 1900. Die Balladen darin behandeln Figuren des Tanach als Helden wie in germanischer oder griechischer Mythologie, nicht sozial deklassierte, verfolgte, ermordete Juden der Geschichte Europas. Münchhausens damaliger christlicher Zionismus deckte sich mit dem Interesse des deutschen Adels, Juden weiter Zugang zu Offiziersberufen und höheren Justizämtern zu verwehren und sie auszubürgern. Darum hatte Kaiser Wilhelm II. bei seiner Palästinareise 1898 dem Führer des politischen Zionismus Theodor Herzl ein deutsches Protektorat in Palästina für ausreisewillige deutsche Juden in Aussicht gestellt.
Juda erreichte bis 1922 mehrere Auflagen, wurde in viele Sprachen übersetzt und erschloss dem Autor neue Leser. Die zionistische Zeitschrift Die Welt warb fortan für seine Schriften. Im Gegenzug warb Münchhausen bei Lesungen für den Zionismus, den er als Beweis für eine mutige „Aristokratie der Juden“ ansah. Sein Werk wurde in vielen jüdischen Familien zur Bar Mitzwa verschenkt. Es verschaffte Lilien genug Einkommen, um den „Jüdischen Verlag“ und die Demokratisch-Zionistische Fraktion zu gründen, die jüdische Nationalkultur erneuern wollte.
In Juda vertrat Münchhausen einen programmatischen Philosemitismus, der die Ansiedlung von Juden in Palästina vorbehaltlos bejahte. In den Anfangszeilen reklamiert der Sprecher, er werde dem „geächtet Volk“ der Juden „die Stege aus Haß und Hohn zu deiner Jugend Glück“ zeigen und ihm unter der Losung „Zurück!“ die Wege weisen. Dies spiegelte in poetischer Form eine philosemitische Sicht auf den Zionismus und sein Nachdenken über die Möglichkeiten, dessen Ziele zu erreichen. Dabei grenzte er sich vom jüdischen Kollektiv ab und stellte sich ihm als „des Predigers Stimme in der Wüste“ (Jes 40,3 ) wie ein Prophet gegenüber. In der Auswahl und Abfolge biblischer Figuren gaben seine Balladen negativen Episoden der jüdischen Geschichte eine positive Deutungsmöglichkeit.
Zionistische Rezensenten begrüßten Juda daher durchweg als poetische Vorwegnahme ihrer politischen Hoffnungen. Sie lobten Münchhausens Sympathie für das Judentum und Unterstützung des Zionismus als beispielhaft und erklärten sie aus seiner Beschäftigung mit biblischen Stoffen oder aus einer allgemeinen Sehnsucht nach dem Fremden. Manche fragten jedoch auch, wieweit er sein poetisches Versprechen, Juden den Weg zu ihrem Glück zu zeigen, auch praktiziere. Der Kulturzionist Martin Buber beschrieb Münchhausen in der Welt als deutschen Dichter, der die „jüdische Volksseele“ für tot und „entartet“ gehalten, dann aber durch Lilien Verständnis für sie entwickelt habe. Buber widersprach jedoch deutlich der Losung „Zurück!“: Rückkehr in eine poetische Vergangenheit sei nicht das Ziel der Zionisten, sondern eine neue Zukunft des Judentums. Juda wurde ein Kerntext des deutschen kulturellen Zionismus. Diese Balladen beeinflussten den jungen Stefan Zweig, der sie vermutlich durch Lilien in Berlin kennenlernte. Zweig war ab 1900 einige Jahre mit Münchhausen befreundet.
Morris Rosenfelds Lieder des Ghetto, von Lilien illustriert, beschrieben den Arbeitsalltag verarmter Juden in Osteuropa. Münchhausen begriff das Werk als Konkurrenz zu Juda und schrieb 1902 einen Verriss: Dichter und Zeichner seien ihm „völlig fremd, wo sich die sozialen Gedanken demokratisieren“. Er kenne das Judentum nur als stolz und aristokratisch, nicht als proletarisch und sozialdemokratisch. Er unterstellte dem Autor „Unkenntnis“ und beschrieb ihn mit antisemitischen Klischees als „heimatlos“ und „geschlagen mit dem ganz großen Fluche seiner Rasse“. Im Gedicht Mein Kind fand er Geldgier schon bei jüdischen Kindern. Liliens Bilder von Arbeitsgeräten, ausgebeuteten und hungernden Menschen seien „verunglückt“ und „verfehlt“. Durch diese Bilder zögen die proletarischen Lieder wie „Fürstenkinder“ ins Land, um dem verarmten Autor Einkünfte zu verschaffen. Er empfahl das Werk nur gebildeten Juden, als es schon in mehrere Sprachen Osteuropas übersetzt worden war und dort auch andere Leser fand.
Münchhausens Sympathie für den Zionismus war rassistisch und sozialdarwinistisch begründet: Er schätzte nur Juden, die wie er an eine „jüdische Rasse“ glaubten. Laut Gronemann beschrieb er diese als „ältesten Adel der Welt“ neben dem „Schwertadel“, zu dem er sich zählte, und dem „Kaufmannsadel“, etwa der Fugger. Besonders im Judentum habe eine Auslese der Stärksten und Widerstandsfähigsten stattgefunden, indem die jahrhundertelange Judenverfolgung die Schwachen „ausgemerzt“ habe. Laut der Welt nannte er Zionismus „das Erwachen eines stolzen Adelsbewusstseins eines Edelvolkes“, das allerdings durch die vielen (auch jüdischen) „Plebejer“ keine Realisierungschance habe. 1904 lehnte er „die ihr Wesen und ihren Stamm verleugnenden Grossstadtjuden“ ab. Ursprünglich sei das Judentum durch „Anwendung des rein aristokratischen Grundgedankens“ groß geworden: „Menschenzüchtung durch Reinhalten der Rasse, Züchtung von gewissen, erstrebten Eigenschaften durch Verbindung von zwei Familien, bei denen diese Eigenschaften schon länger lebendig sind“. Darin glichen Juden dem Adel. Das habe ihn „bei diesem Volke immer so besonders angezogen, das mutige Verfechten dieser seiner Eigenart“.
Wegen dieser Ansichten fand Gronemann Münchhausens „Werdegang vom Sänger jüdischer Kraft und jüdischer Helden zum deutschvölkischen Barden“ begreiflich: „Er schätzte das alte Judentum und die in der Tradition verwurzelten Abkommen der alten Makkabäer. Er verabscheute das Assimilantentum und begriff nicht, wie ein Jude etwa sich anders denn als Aristokrat fühlen konnte.“
Auch andere antisemitische Schriftsteller wie Julius Langbehn und Houston Stewart Chamberlain teilten damals Münchhausens Haltung: Sie bewunderten tief religiöse, konservative Juden, die ihre Religion mit einer Identität als eigenem „Volk“ gleichsetzten, und lehnten „moderne“, emanzipierte, individualistische und darum „wurzellose“ Juden ab. Sie sahen deren Kosmopolitismus und Anpassungsbereitschaft als gefährliches Unterminieren („Zersetzung“) der „rassischen“ Integrität und „völkischen“ Solidarität ihrer Gesellschaft. Laut dem Sprachwissenschaftler und Kulturhistoriker Lionel Gossman war die Berufung auf jüdische Zeugen und Quellen ein bei diesen Antisemiten beliebter rhetorischer Trick.
So bekannte Münchhausen sich 1930 nach den ersten großen Wahlerfolgen der NSDAP gegenüber Gronemann offen als Antisemit: „Sie sind Davidsternler, ich bin gewiß kein Hakenkreuzler, aber doch werden Sie begreifen, daß es mir als deutschem Schriftsteller peinlich ist, wenn in der deutschen Literatur Juden eine führende Stellung innehaben, aber das könnte noch angehen. Was für mich schlechthin unerträglich ist, ist daß sie diese Stellung zu Recht innehaben.“

### Vorkriegszeit
Am 15. November 1902 heiratete Münchhausen Anna von Breitenbuch, die begüterte, drei Jahre ältere Witwe von Rittergutsbesitzer Heinrich Crusius. Sie brachte eine Tochter und einen Sohn aus erster Ehe mit. Die Familie lebte fortan auf dem von Crusius geerbten Rittergut Sahlis. Münchhausen musste keiner Erwerbsarbeit nachgehen, durfte aber die Güter seines Vaters erst nach dessen Tod (1931) selbst bewirtschaften. Er übernahm die Gutsverwaltung von Windischleuba und ließ das väterliche Schloss mit den Finanzmitteln seiner Frau renovieren. Im Juli 1904 wurde ihr gemeinsamer Sohn Börries geboren. Münchhausen verbot Agnes Miegel Besuche in Sahlis, pflegte aber mit Lilien bis 1907 Kontakt. Dieser informierte ihn im November 1905 über die Judenpogrome in Russland. Zum Pogrom von Kischinjow verfasste Münchhausen die Ballade „Die Hesped-Klage“, die ab 1905 in seiner Balladensammlung erschien.
In Berlin hatte er für das „Kunstzigeunertum“ (die Bohème) geschwärmt und laut Eigenangaben von 1922 „an die Losgelöstheit des Künstlers von Gesellschaft und Staat, Vaterland und Scholle“ geglaubt. Doch im Schriftstellercafe sei ihm „der Wert meines Elternhauses, die Überlegenheit meines heimatlichen Dorfweges“ klar geworden. Er beschrieb sein sesshaftes Landleben als ethnische Veranlagung („Der Germane“ müsse sein Leben „verankern“) und verknüpfte die Bohème mit Heimat- und Wurzellosigkeit, Nomaden- und Epigonentum sowie mangelnder Moral. Diese Klischees waren bei Antisemiten gängig und bereiteten die Intellektuellenfeindlichkeit der Nationalsozialisten vor.
In seinem Aufsatz Zur Ästhetik meiner Balladen (1906) verachtete Münchhausen mit sozialem Elend befasste Kunst als „Kleinleutegeruch, Armeleutemalerei, schlesische Waschweibersprache“. Dagegen hielt er betont „am Alten, Stolzsein auf Rasse, Religion und Geschlecht, Selbstbewußtsein der vererbten Eigentümlichkeiten an Körper und Seele“ fest. In einem Briefwechsel mit dem jüdischen Autor Victor Klemperer ab 1908 zeigte er sich stark beansprucht von seiner Gutsverwaltung und wertete Literatur als „elendste Beschäftigung“ ab. Klemperer lobte seine Balladen, kritisierte aber, der Autor erscheine ihm „in seinem überbetonten Adelsstolz bisweilen etwas zu eng“ und neige anders als der Balladendichter Moritz Graf von Strachwitz „zum Schmuckhaften“. Münchhausen fand die Kritik ungerecht, betonte seine „poetische Überlegenheit“ über Strachwitz und die Abwechslungen seines Gutsleben gegen das „traurige Dasein“ des in Berlin angeblich beengt lebenden Kritikers. Gegenüber seiner Frau beklagte er mangelnde Anerkennung als Dichter.
Ab 1909 war er besoldeter Kammerherr für die Herzogin Adelheid von Sachsen-Altenburg. Fortan konnte er Vortragsreisen für Adelige in Europa unternehmen, die ihn bekannter machten. In seinem Werk Das Herz in Harnisch (1911), das alte und neue Balladen mischte, griff er auf Grimms Märchen und Franz Grillparzer zurück, besang Ritterbräuche, Krieg und „Zigeuner“, aber keine Juden mehr und weiterhin keine sozialen Themen.
Sein Freund Levin Ludwig Schücking, ein Kenner der Berliner Literaturszene, hatte Münchhausen 1905 gebeten, ein adelskritisches Gedicht in den Musenalmanach aufzunehmen und seinen Anhängerkreis nicht „standesgemäß“ zu nennen, damit dieser nicht als „politisch reaktionäre Gruppe“ gelte. Laut Schücking beachteten Berliner Literaten Münchhausens Gedichte nicht; er sei wohl nur durch seine Lesungen und direkte Publikumsansprache berühmt geworden. Werner Bergengruen hatte Münchhausens Gedichte bewundert, urteilte aber nach einer persönlichen Begegnung: „Statt eines ritterlichen Dichters fand ich einen parvenühaft aufgeblasenen Schulmeister.“ Sein Buch Das Herz im Harnisch sei herzlos, der Harnisch hohl und stamme „nicht vom Waffenschmied, sondern vom Kostümverleiher“.
Damals äußerte sich Münchhausen wie viele andere Adelige, Bildungsbürger und Akademiker im Kaiserreich (siehe Geschichte des Antisemitismus bis 1945 #Deutschland) immer stärker antisemitisch. 1907 antwortete er auf eine Umfrage des SPD-Politikers Julius Moses zur „Lösung der Judenfrage“: Er empfinde Trauer über „die Tatsache des Antisemitismus“, Verachtung für den „Irrtum der Assimilation“ und Stolz auf die „Wahrheit vom Volkstum“. „Jeder Nichtjude hat gegen jeden Juden eine nie erlöschende Abneigung“ und „einen starken körperlichen und geistigen Widerwillen […]. So wie der Geruch der schwarzen Rasse der weissen unerträglich ist.“ Das sei niemand vorzuwerfen, da dieser Widerwille „tief zuinnerst“ sitze. „Der Pöbel“ zeige das mit „gemeinen Worten und wüsten Gewalttätigkeiten“, „der Gebildete“ bändige seine Abscheu durch Erziehung. Doch diese lasse sich nicht „töten“, weil Juden eine Rasse, keine Religion seien. Daher sei auch ihre Taufe zwecklos. Das Taufwasser lösche „den Negergeruch“ sowenig wie das Judentum. Assimilation nütze Juden nichts, da die Gesellschaft „einen unlöslichen Geheimbund“ gegen die fremde „Rasse“ bilde. Deshalb lehnten etwa Corps und Regimenter die Aufnahme von Juden ab, auch wenn man den Grund wegen finanzieller Abhängigkeit, Furcht vor jüdischen Verwandten oder „unserer jüdischen Presse“ verschweige. Nur „der Weg des Adels: Stolz“ könne diesen Widerwillen in Achtung vor dem „rassebewussten Juden“ verwandeln. Juden sollten als „Volk im Volke“ abgesondert werden; wer unter ihnen sich stark genug fühle, solle Zionist werden.
1909 schrieb er an Schücking: „Jedesmal wenn ich Berlin wiedersehe, erschreckt mich die Verjudung unseres Volkes aufs Höchste, und ich fühle klar, daß die Menschen nicht zwischen Aristokraten und Proletariern stehen, sondern zwischen diesen beiden und dem Plebejer – als welcher in Berlin immer ein Jude ist. Es ist eine fürchterliche Rasse! […] Der zwangsläufig unbescheidene Mensch ist der Jude.“ Er sei in allen Gesellschaftsbereichen „ewig der Chimborasso der Unbescheidenheit“.
Als der Vertreter der völkischen Heimatkunst und Antisemit Adolf Bartels 1911 einige seiner Gedichte in eine Sammelausgabe aufnahm, schrieb ihm Münchhausen: Er finde mit ihm eine erstaunliche „Wesensverwandschaft“ im Denken. Anders als 1900 sei er heute „nicht der unbedingt vom Judentum gepriesene Mann mehr“. Wegen der zu starken „Macht der Fremden“ könne wohl nur ein Geheimbund aller Deutschen sie vom Judentum befreien; vielleicht könne auch der Zionismus in einem „nationalen Eiterungsprozess“ für die „Eliminierung des Fremdkörpers“ sorgen. Als Else Lasker-Schülers Hebräische Balladen 1913 erschienen, pöbelte Münchhausen: Sie sei „weitaus die übelste Jüdin des Tiergartens, hat aber die ganze Geschicklichkeit ihrer Rasse im Anfertigen von poetisch höchstmoderner Ware“. Auf ihren Einfluss führte er zurück, dass seine „Stellung in der Berliner Literaturjudenwelt wackelig“ sei.
Durch ständige Affären und Launen gefährdete Münchhausen seine Ehe. Als Schücking ihm riet, wieder zu dichten und nicht zum „Sklaven der Bequemlichkeit“ zu werden, antwortete er im August 1913: Sein Alltag bestehe vor allem aus Gutsgeschäften. Konzentration auf Literatur bedeute für ihn Verarmung. Ihm genüge die Anerkennung etwa bei Landärzten, Corpsstudenten und Offizieren. Er sei „viel zu hochmütig“ für die Redaktion einer Literaturzeitschrift; dies würde seine Position im Adel ruinieren, der dann auch seine Familie ausgrenzen würde. Sein Beruf könne daher „nur der aller Standesgenossen sein: die Verwaltung meines Grundbesitzes“. Er werde weiter Künstler nach Sahlis einladen, aber seine Familie nicht als „bodengelöste Städter […] grenzenlos deklassieren“. Diese Entscheidung stilisierte er in seinem Gedicht „Brief an Apelern“ zur Treue zur „väterlichen Scholle“ und ihren Bauern, zur spät erkannten „großen Liebe“ und Flucht vor der „großen Welt Getriebe“.

### Erster Weltkrieg
Zu Beginn des Ersten Weltkriegs (August 1914) meldete sich Münchhausen mit 41 Jahren freiwillig beim deutschen Heer. Er ließ sich vom Rang eines Leutnants zum einfachen Soldaten herabstufen, um mit dem Königlich-Sächsischen Garde-Reiter-Regiment in Ostpreußen zu kämpfen. Begeistert schrieb er, nun dürfe er das seit 20 Jahren besungene Heldentum aus nächster Nähe bewundern: „Das größte, was ein Mensch erleben kann, ist der Krieg!!!“ Auch für seine männlichen Verwandten und deren Frauen galt die zum Opfertod bereite Kriegsteilnahme als „Ehrensache“.
Nach einigen Monaten kam Münchhausen wegen körperlicher Beschwerden zum Ersatzschwadron der Garde nach Dresden und wurde von dort aus für Propaganda bei deutschen Soldaten eingesetzt. Im November 1914 fiel sein Schwager Arthur von Breitenbuch an der Ostfront. 1915 nahm er als Offizier an der Eroberung der als „Ober Ost“ besetzten Gebiete in Polen, im Kurland und Litauen teil. Im Herbst 1916 berief ihn die neue Oberste Heeresleitung unter Paul von Hindenburg in die im Juli gegründete Militärische Stelle des Auswärtigen Amtes (MAA) nach Berlin. Sie unterstand der Auslandsabteilung der OHL, wuchs rasch auf über 100 Mitarbeiter und erhielt ab 1917 immer mehr Befugnisse für die Kriegspropaganda.
In der MAA arbeitete Münchhausen mit Waldemar Bonsels, Arthur Moeller van den Bruck, Hans Grimm, Friedrich Gundolf und Herbert Eulenburg zusammen. Dieser Kreis von „Jungkonservativen“ vertrat die später als Konservative Revolution bezeichnete antidemokratische Haltung.
Im Auftrag der MAA bereiste Münchhausen als Truppenbetreuer und Propagandist Frontabschnitte in Belgien, Frankreich, Polen, Russland, Griechenland, Serbien, Rumänien, Bulgarien und der Türkei. Obwohl er kaum noch dichtete, steigerte er die Auflagen seiner Werke durch Neuausgaben für Soldaten im Kriegsverlauf enorm und wurde im ganzen Heer berühmt. Seine das Heldentum preisenden rückwärtsgewandten Gedichte halfen der OHL, Soldaten von Pazifismus und Umsturzgedanken abzuhalten, und verschafften ihm über die Kriegsniederlage 1918 hinaus völkische und nationalkonservative Leser. Er selbst teilte seit Januar 1916 die pangermanischen, imperialistischen, rassistischen und antisemitischen Ziele der Alldeutschen: Sie hätten „in allem recht gehabt“. Hätten die Deutschen auf sie gehört, „wäre der Krieg heute längst zu Ende“. Mit Hindenburg hielt er die Militärdiktatur für „die beste Regierungsform“, um Wünsche der Deutschen viel rascher als jedes Parlament durchzusetzen. Mit genug Zeit könne sie einen Beamtenkörper für ein „tausendjähriges Reich“ heranziehen. Mitte August 1918 erhielt Münchhausen sieben Monate Urlaub, so dass er das Kriegsende zuhause in Sahlis erlebte.

### Weimarer Zeit
Anders als andere Adelige verlor Münchhausen durch die Novemberrevolution 1918 und damit zum Ende der Monarchie keinen Grundbesitz. Er ließ Schloss Windischleuba weiter renovieren und bedauerte nur den Verlust von Auftrittsmöglichkeiten an aufgelösten Adelshöfen. Deutsche Gebietsverluste begrüßte er als Chance für ein „deutscheres Deutschland […] ohne Polen und Französlinge“. Er wollte abwarten, ob die Weimarer Demokratie, die er „Regiment der Ungebildeten und Armen über die Gebildeten und Reichen“ nannte, „auf Dauer angenehm sein wird“, und bot seine Dienste jeder Regierung an, „die Ordnung hält“. In seinen Erinnerungen von 1922 beschrieb er sich rückblickend als vorurteilsfrei und wertete „Beschimpfungen des Junkertums“ als Neid.
In seiner Kirchenlied-Parodie De Profundis (1919; nach Psalm 130 und dem Choral „Aus tiefer Not schrei ich zu dir“) drückte Münchhausen die damals verbreitete Meinung aus, die Deutschen hätten für eine gerechte Sache gekämpft und seien in den Krieg gezwungen worden. Mit Zeilen wie „Wir mussten uns doch wehren – Wie kannst ein schuldlos Volk du heut – Dafür entehren?!“ deutete er den Notschrei zu Gott in eine trotzige Anklage um und benutzte die christliche Religion für den schicksalhaften Kampf des eigenen Volkes. In einem vertraulichen Rundbrief an seine Verwandten vertrat er die Dolchstoßlegende.
Auf den Friedensvertrag von Versailles 1919 reagierte Münchhausen mit dem Gedicht Auswendig lernen!: Es befahl den Deutschen, sich den Vertragstext genau einzuprägen, damit sie eines Tages beim „Gegenschlage“ „Silbe für Silbe nennen – und diesen Frieden diktieren können!“ Das spielte auf den Kampfbegriff „Versailler Diktat“ an. Das Gedicht erschien 1920 und wurde 1921 auch in Reinhold Eichackers Anthologie Haß. Die Antwort deutscher Dichter auf Versailles aufgenommen. Die Wochenzeitung Die Weltbühne druckte es im Juli 1921 als Beispiel für einen verabscheuungswürdigen Missbrauch der Dichtkunst nach und veröffentlichte im August ein Gegengedicht von Ernst Toller, das den Wunsch nach Frieden ausdrückte. Der Literaturhistoriker Helmuth Kiesel zitierte Münchhausens Gedicht 2017 als Beispiel für „bedenkenlose Vertreter des Haß-Postulats“, die den „Diktatfrieden“ für eine „Politisierung der Literatur in der unmittelbaren Nachkriegszeit“ benutzten.
1920 kaufte Münchhausen das Schloss Windischleuba seinem Vater mit dem Geld seiner Frau ab und zog mit ihr dorthin. Er gehörte zum 1920 gegründeten völkischen Jugendbund Adler und Falken und später zu dessen Freundeskreis „Rolandsgilde“. Dieser vereinte bekannte Antisemiten und Angehörige der Rechten wie Houston Stewart Chamberlain, Ludwig Ferdinand Clauß und Othmar Spann.
Seit Kriegsende sah Münchhausen seine Balladen als „missglückt“ und sich als talentlos an. 1922 erwog er, seine Dichtkunst einzustellen, veröffentlichte dann aber eine Neuausgabe von Juda mit Grafiken von Joseph Budko statt Liliens sowie seine Erinnerungen „Fröhliche Woche mit Freunden“. Darin gestand er Juden, mit denen er in seiner Jugend Kontakt hatte, „Begabung, Güte und Freundestreue“ zu.
Eine Rezension der Deutschen Zeitung des Alldeutschen Alfred Hugenberg griff ihn mit antisemitischen Invektiven an: Er verdanke seinen ersten Bucherfolg „einflussreichen“ und „massgebenden“ Juden des Buchhandels und der Literatur, die den ihnen „wesensfremden“ Rittergutsbesitzer übertrieben gelobt hätten. Seine „fortgesetzten Verbeugungen“ vor der „anmaßenden Judenschaft“ seien ein Beweis „seelischer Abhängigkeit“. Daraufhin strich Münchhausen aus weiteren Ausgaben seiner Erinnerungen alle judenfreundlichen Passagen.
In der Folgezeit trat er offen als antisemitisch-rassistischer Ideologe hervor. Sein Aufsatz Adel und Rasse im Deutschen Adelsblatt von 1924 führte aus: Adel sei nur als „Menschenzüchtung“ sinnvoll. Wie bei Hunderassen gelte für die Kreuzung „reingezüchteter“ Eltern: „Eine Ehe zwischen Arier und Juden ergibt immer einen Bastard“. Durch solche Mischehen werde auf Generationen der „reine jüdische“ ebenso wie der „reine blau-blonde Stamm“ zerstört. Um diese „Bastardisierung“ aufzuhalten, sei die „Reinrassigkeit des Adels“ als „allerwichtigste Frage […] unseres ganzen Volkes“ anzusehen. Adelsfamilien mit „jüdischer Blutsbeimischung“ sollten sofort ihren Titel abgeben, da nur „Blutsreinheit“ dazu berechtige. Er empfahl die Rassenkunde des deutschen Volkes von Hans F. K. Günther für die Schulausbildung und übernahm dessen Thesen, Europas Adel sei ursprünglich „nordischer Rasse“ gewesen, der „beinahe ausnahmslos alle genialen und schöpferischen Menschen“ angehörten. Darum sei „die Erzielung nordischer Rassereinheit“ Hauptaufgabe des Adels.
Auf Betreiben von Schücking verlieh die Universität Breslau Münchhausen an seinem 50. Geburtstag 1924 die Ehrendoktorwürde in Philosophie. Schücking setzte sich auch für die Aufnahme Münchhausens in die Preußische Akademie der Künste ein, die bereits andere völkische Dichter aufgenommen hatte; jedoch erfolglos.
1925 wurde Münchhausen Redakteur der Beilage Volk im Wort für die Zeitschrift Volk und Rasse der Gesellschaft für Rassenhygiene. Deren neuer Herausgeber Julius Friedrich Lehmann, ein seit der Kaiserzeit einflussreicher antisemitischer Verleger, war mit den faschistischen Organisationen Thule-Gesellschaft, Deutschvölkischer Schutz- und Trutzbund und später der NSDAP verbunden. 1926 druckte er Münchhausens Aufsatz Vom Sterbebett der deutschen Seele in einer Auflage von 500.000 Stück. Darin beschrieb der Autor „den Juden“ als Mörder einer „deutschen Seele“ und „Eindringling in Kunstgebiete […], die ihm nicht offenstehen“. So könne Heinrich Heines Lyrik „deutsches Empfinden“ nicht ausdrücken. Er reagierte damit auf eine Umfrage, wonach deutsche Buchhändler mehr Bücher jüdischer und ausländischer als nichtjüdischer deutscher Autoren verkauften. Dabei nahm er, wie die Rezensentin Betty Foerder bemerkte, berühmte ausländische Autoren, deutsche Buchkäufer und seine eigene Zusammenarbeit mit Juden wie Lilien (gestorben 1925) vom angeblichen Seelenmord an den Deutschen aus. Zudem behauptete er, es gehe für Deutschland „längst nicht mehr darum, die Ausländer auszuschließen und die Juden ins Ghetto zu sperren! Wir sind ins ‚Christenviertel‘ gesperrt, das ist die Wahrheit!“
1923 behauptete Münchhausen in einem Brief an Schücking, Kaiser Wilhelm II. habe sich nie um seine Kunst gekümmert; „breite Schichten des Volkes“ dagegen habe er als Freunde empfunden. Arbeiter seien zwar ehrlich um Bildung bemüht, in ihrer „Masse“ jedoch „allen feineren Genüssen fremd“. 1924 traf er bei einer Vortragsreise durch die Niederlande den abgesetzten Kaiser, dessen Söhne seine Gedichte lasen. 1926 empörte er sich in der Deutschen Zeitung über Emil Ludwigs kritische Biografie Wilhelm der Zweite: Er empfinde „Scham und Wut“ darüber, dass „ein zugewanderter Fremdstämmiger mir meinen Fürsten zu verunglimpfen wagt“ und viele deutsche Käufer des Buchs „das Aufpeitschende“ nicht bemerkten, dass darin liege, dass „ein Jude ihnen ihren Kaiser so unglaublich darstellt“. Im November behauptete er vor der Deutschen Adelsgenossenschaft, seit 30 Jahren habe sich kein rechtsgerichteter Abgeordneter um ihn bemüht, doch mit Linken habe er oft Briefe gewechselt, zuletzt mit August Winnig. Diesen hatte die SPD jedoch wegen rechtsradikaler Ansichten ausgeschlossen. Daher wurde Münchhausen damals als rechtsgerichteter und kaisertreuer Antisemit wahrgenommen. Als sein neues Buch Geschichten aus der Geschichte 1926 wenig Anklang fand und seine Fröhliche Woche nicht wieder aufgelegt wurde, behauptete er wahrheitswidrig: Sein Verleger Lehmann habe ihn „trotz heftigsten Sträubens zum Antisemiten gestempelt, Juda mobilisiert auf allen Fronten gegen mich“.
1926 erhielt die Akademie der Künste, die die Weimarer Kulturpolitik maßgeblich mitbestimmte, eine Sektion für Dichtkunst. In den Folgejahren wirkte Münchhausen von außen an Intrigen zur Ausgrenzung demokratischer und jüdischer Autoren aus der Akademie mit. Der der NSDAP nahestehende Schriftsteller Erwin Guido Kolbenheyer schlug 1927 die Aufnahme völkischer und nationalkonservativer Autoren, darunter Münchhausens, in die Akademie vor, setzte sich aber nicht durch und trat mit anderen rechten Autoren aus. Bei der Tagung Dichtung und Rundfunk 1929 eskalierte der Richtungskampf, als der spätere Nationalsozialist Arnolt Bronnen forderte, den Rundfunk für nationalistische Propaganda und gegen „eine schamlose Zunft verantwortungsloser, dem eigenen Volke entfremdeter, keiner Rasse, keiner Landschaft verhafteter Literaten“ zu benutzen.
Der Zuhörer Münchhausen behauptete in einem Kommentar, bei der Tagung habe es keinen Streit gegeben. In seinem Tagebuch dagegen beschrieb er den Tumult nach Bronnens Vortrag als „Schwall jüdischen Gegeifers“ und hob besonders eine angeblich „kreischende, sprudelnde Rede“ des jüdischen Akademieleiters Alfred Döblin hervor, den er „gräßlich anzusehen“ fand. Weil Walter von Molo „noch heftiger antisemitisch“ sei als er selbst, durfte Molo sich für seine Aufnahme in die Akademie einsetzen. Dabei lehnte er den Beitritt wegen der „vielen Juden“ in der Akademie und Austritten rassistisch-nationalistischer Autoren eigentlich ab. Nach Ina Seidels Aufnahme versuchte er sie mit Briefen zum Austritt zu bewegen: Döblin habe sie nur zur „Tarnung“ seiner Gesinnung aufgenommen, sei ein „außerordentliches Unglück“ für die Akademie und bewirke ihre „politische Vereiterung“: „Große rechtsstehende Künstler kann er nicht aufnehmen, weil er einen blutsmäßigen Widerwillen gegen alles hat, was ich als spezifisch deutsch empfinde.“ Dabei belog er Seidel: „Wie Sie wissen, bin ich nicht Antisemit, glaube aber allerdings das Deutschtum in seinem verzweifelten Abwehrkampfe gegen eine Überwucherung des jüdischen Geistes schützen zu müssen.“ Dazu beriet er sich als Nichtmitglied mit nationalkonservativen Akademiemitgliedern. Die Sektion für Dichtkunst kritisierte diese Treffen, als sie ihr bekannt wurden. Dennoch wirkte Münchhausen mit zahlreichen Briefen und diplomatischen Gesprächen weiter darauf hin, die Akademie auszuschalten.
Im Januar 1930 trat die NSDAP in Thüringen erstmals in eine Landesregierung ein. Ihr Innen- und Volksbildungsminister Wilhelm Frick leitete mit der Parole „Wider die Negerkultur für deutsches Volkstum“ eine rassistische Kulturpolitik ein, die die spätere NS-Kampagne gegen „Entartete Kunst“ vorwegnahm und Münchhausens Zielen entgegenkam. Dieser nahm sofort Kontakt zu Frick, dessen Kulturberater Paul Schultze-Naumburg und Referenten Hans Severus Ziegler auf, trug deren Saalecker Freundeskreis um die Nationalsozialisten Hans F. K. Günther, Walther Darré und Alfred Ploetz seine Gedichte vor und warb für seinen kulturpolitischen Plan. Er wollte die Wartburg gegen die Berliner Sektion für Dichtkunst als zentrale Deutsche Dichterakademie etablieren. Dazu bewarb er sich im April 1930 als Burghauptmann, setzte dann aber seinen gleichgesinnten Vetter Hans von der Gabelentz für dieses Amt durch.
Auf Münchhausens Betreiben und mit Fricks Hilfe richtete die Wartburgstiftung 1931 eine jährliche Dichtertagung ein, bei der eine „Silberne Wartburgrose“ als Preis vergeben wurde. Die Preisträger sollten sie wie einen Orden tragen und so eine sichtbare Elite der deutschen Dichter bilden. Bei der ersten Tagung im Mai 1932 erhielt Münchhausen mit vier anderen nationalkonservativen Autoren den von ihm selbst entworfenen Preis. Der neue Reichskanzler Franz von Papen bezeichnete ihn nach einem Treffen im Sommer 1932 als „den einzigen heute noch lebenden deutschen Dichter“, dem er eine Führungs- und Vorbildrolle für eine gesamtdeutsche nationalistische Bildungspolitik zutraute. Daraufhin pries Münchhausen in seinem Aufsatz Gedanken über eine deutsche Dichter-Akademie (Oktober 1932) seinen Wartburgkreis und die Wartburg gegen die „widernatürliche“ Moderne als künftiges nationales Zentrum für eine „Dichtung höchsten Wertes“ an, die dem „Wesen unseres Volkes“ gemäß „die ewigen Werte unserer Gläubigkeit widerspiegelt“, fern von „der Berliner Mentalität, dem ‚Asphalt‘ und der Politik“. Papens Rücktritt am 17. November 1932 behinderte seinen Plan nicht, an dem er festhielt. Am 2. Januar 1933 traf er sich mit Papen und besprach mit ihm die Zusammenführung der nationalkonservativen und nationalsozialistischen Dichter und Literaten. Am 3. Januar besprach Papen mit Adolf Hitler die Modalitäten der künftigen Regierungskoalition von NSDAP und DNVP.
Seit 1920 war Münchhausen Domherr für den Dom St. Marien zu Wurzen und plante eine Renovierung von dessen Innenraum mit, die 1928 begann. 1931/1932 schuf der Bildhauer Georg Wrba eine Reihe von Bronzeguss-Werken für den Altar- und Kanzelbereich des Doms. Büsten der Apostel unter dem Altar trugen die Gesichtszüge aller früheren und amtierenden Domherren. Gegen Münchhausens Einsprüche erhielt auch der Wurzener Apotheker Hermann Ilgen, dessen Stiftung die meisten Renovierungskosten getragen hatte, seine Büste. Münchhausen pries das Gesamtwerk in einem Aufsatz: Der Dom habe durch Wrbas Kreuzigungsgruppe in ganz Deutschland höchsten künstlerischen Rang erlangt.

### NS-Zeit
Börries wurde 1933 Vorsitzender der Geschichts- und Altertumsforschenden Gesellschaft des Osterlandes (mit Sitz in Altenburg). Bis 1945 war er Vorsitzender dieses Vereins.
Bei Adolf Hitlers Ernennung zum Reichskanzler am 30. Januar 1933 sang die Hitlerjugend (HJ) in den Straßen Münchhausens vertonte Gedichte. Diese gehörten im Bund Deutscher Mädel zum als besonders wertvoll erachteten deutschen Bildungs- und Kulturgut.
Ab Februar 1933 zwangen der neue preußische Kultusminister Bernhard Rust und der Autor Gottfried Benn führende Mitglieder der Sektion für Dichtkunst, die Preußische Akademie der Künste zu verlassen, darunter Alfred Döblin, Käthe Kollwitz, Heinrich Mann und Thomas Mann. Münchhausen traf Rust am 8. März 1933, stimmte dem Hinauswurf dieser ihm „unangenehmen“ Personen zu und empfahl Rust, Benn ebenfalls zu entlassen. Rust bot ihm die Leitung der Akademie an. Münchhausen lehnte ab, betrieb die weitere politische Säuberung der Akademie jedoch mit. Zu den nationalsozialistischen Bücherverbrennungen schwieg er. Im Juni 1933 wurden er und sein Wartburgkreis in die Akademie aufgenommen und erhielten Führungsämter in der Sektion für Dichtkunst. Münchhausen wurde einer von deren zehn Senatoren. Im Oktober 1933 unterschrieb er mit 87 weiteren Schriftstellern, darunter zehn Adeligen, das Gelöbnis treuester Gefolgschaft für Adolf Hitler sowie im August 1934 den Aufruf der Kulturschaffenden zur „Volksabstimmung über das Staatsoberhaupt des Deutschen Reichs“. Diese ermöglichte Hitler nach Hindenburgs Tod, sein Kanzleramt mit dem Amt des Reichspräsidenten zur Führerdiktatur zu vereinen.
In seinem Schmähartikel Die neue Dichtung (Oktober 1933) behauptete Münchhausen, der dichterische Expressionismus sei getrieben von einer „Gier nach immer tolleren Neubildungen“ und „völlig zuchtlose[r] Unanständigkeit“. Er habe die Form „in demselben Maße aufgelöst wie die Sittlichkeit der Inhalte“. Seine Vertreter hätten „schlechthin alles Deutsche niedergetreten durch kaltschnäuzige Ironie, durch eisige Ablehnung, häufig geradezu teuflische Geschicklichkeit der Zeitungsverurteiler.“ Unter den schreibenden „Deserteuren, Verbrechern, Zuchthäuslern“ seien „etwa hundert- bis zweihundertmal“ so viele Juden wie in der Gesamtbevölkerung. Er erstellte eine Liste der gemeinten Autoren mit Gottfried Benn an der Spitze. Damit wollte er Benns Ruf in der Akademie so stark beschädigen, dass Rust ihn als Juden entlassen würde.
34 Zeitungen druckten das Pamphlet ab. Benn verteidigte sich öffentlich und privat: Der Expressionismus sei „revolutionäre“ Kunst, diese sei metaphysische Grundbedingung auch der „weißen Rasse“. Doch im Januar 1934 lehnte Münchhausen den Beitritt in die neugegründete Union nationaler Schriftsteller (UNS) ab, weil deren Vizepräsident Gottfried Benn ein „reinblütiger Jude“ mit einem hebräischen Nachnamen sei. Auch sein Äußeres spreche dafür. Die „tragische Grundhaltung“ seiner Werke sei typisch für den „jüdischen Mischling“. Seine Gedichte zeigten „eine Art innere Unsicherheit, Lebensangst oder Verletzbarkeit, oder Labilität“, die Benns „jüdisches Blut“ erzeugt habe.
Diese Denunziation bedrohte Benns berufliche und ökonomische Existenz und nötigte ihn, einen Ariernachweis zu veröffentlichen. Darauf antwortete Münchhausen: Benn sei von seiner arischen Herkunft überzeugt, gelte jedoch „im Allgemeinen als Jude“. Hätte Benn ihm gleich die „rassisch-westische Herkunft“ seiner Mutter mitgeteilt, dann wäre er, Münchhausen, „gar nicht in diese Gedankengänge hineingeraten“. Nun wolle er „dieses ärgerliche kleine Zwischenspiel“ rasch vergessen. Doch später gab Benn seine Ämter in der Akademie und UNS sowie 1935 auch seine Berliner Arztpraxis auf.
Münchhausen wollte mehr Unabhängigkeit und Finanzmittel für die Wartburgstiftung und die Wartburg weiter als Sitz der deutschen Dichterelite durchsetzen. Doch Joseph Goebbels plante stattdessen eine Reichsschrifttumskammer (RSK) als Teil der Reichskulturkammer. Münchhausen blieb deren Einweihung am 15. November 1933 fern, weil er in die dreißigste Reihe statt ganz vorn platziert worden war. Im Oktober 1934 erfuhr er vom Sektionsvorsitzenden Hanns Johst, dass Hitler sich die Kunst als nationalsozialistische Propaganda wünsche. Nun sah er intern seine „geistige Freiheit“ bedroht und beschwor einen „Einbruch der Barbarei“. Kurz darauf erklärte er, Hitler müsse gemeint haben, dass nur höchste Kunst propagandistisch wirke, und sah sich wieder mit ihm in Einklang. Die NSDAP-Parteizentrale sagte ihm 1935 zu, er könne sich bei Einmischungen von Ministern in die Verleihung der Wartburgrose an Hitlers Stellvertreter Rudolf Heß wenden, der dann unmittelbar über Hitler eingreifen werde. Sechs von neun „Wartburgrittern“ waren vor 1933 gewählt, sieben waren 1933 in die Akademie der Künste aufgenommen, zwei weitere (Hans Friedrich Blunck und Hanns Johst) nacheinander Präsidenten der RSK geworden: Demgemäß stellte Münchhausen 1935 die völlige äußere und „innerliche Übereinstimmung“ der Wartburgtreffen und Preisvergaben mit dem NS-Regime heraus.
Im Streit um das Verhältnis der vom NS-Regime propagierten „Volksliteratur“ zur Trivialliteratur und zum Kitsch setzte sich Münchhausen 1934 für Hedwig Courths-Mahler ein, die ihre früheren Verkaufserfolge in der NS-Zeit nicht fortsetzen konnte: Die „Vielgelästerte“ habe mal gesagt, sie habe „in Millionen Menschen überhaupt erst das Bedürfnis zum Buche geweckt“. Damit warb deren Verlag damals für ihre Bücher.
Als Nachfolger des verstorbenen Fedor von Zobeltitz wurde Münchhausen 1934 Präsident der Gesellschaft der Bibliophilen (GdB), die gleichgeschaltet und als Dachverband bibliophiler Vereine in die RSK eingegliedert wurde. Er änderte die Satzung der GdB, die sich nun „im volkserzieherischen Sinne für eine vorbildliche Buch- und Druckgestaltung wertvollen deutschen Schrifttums“ einsetzen sollte. Bis 1937 mussten die letzten jüdischen Mitglieder die GdB verlassen, so dass weniger als 400 Mitglieder übrig blieben. Im September 1941 trat Münchhausen von seinem Amt zurück, weil die GdB ihren Status als Dachverband wieder verlor. Sein Nachfolger wurde Baldur von Schirach. Laut dem Vizepräsidenten der GdB Ernst Volkmann (1950/51) trat Münchhausen aus Protest gegen Goebbels’ Befehle zur vollständigen Nazifizierung der GdB zurück.
1934 starb Münchhausens einziger leiblicher Sohn Börries bei einem Autounfall. In Briefen an Freunde sprach er nie darüber, fügte seinen Titeln aber nun „der letzte seines Stammes“ hinzu. 1935 durfte der später als „entartet“ diffamierte Maler Conrad Felixmüller Porträts von Münchhausen und seinem Vetter Hans von der Gabelentz anfertigen.
In einem Zeitschriftenaufsatz vom Mai 1936 besprach Münchhausen eine Ausgabe der von Robert Schumann vertonten Lieder Heinrich Heines. Er verurteilte Heines angeblich mangelnde Sittlichkeit, betonte aber zugleich, moralische Urteile seien für die Ästhetik unwichtig, somit auch „die Rassenfrage als solche“ (Heines jüdische Herkunft). Das „schicksalhafte Faktum“, dass Heine beim deutschen Publikum nicht ankomme, sei dagegen bedeutsam. Die Gründe dafür blendete er bewusst aus. Er nannte Heine einen „Schweinehund“, der es „nur zu elenden deutschsprachigen, aber rein jüdischen Gedichten“ gebracht habe und daher kein „deutscher Dichter“ sei. Damit vertrat er ein rassistisches Sprachkonzept, das Heines Sprachwitz und Sarkasmus auf seine jüdische Herkunft zurückführte und ihm somit das Deutschsein absprach. Münchhausens Aufsatz bildete den Höhepunkt des damaligen Diskurses zur Ausgrenzung Heines.
Im selben Jahr war Münchhausen prominenter Gast bei den Lippoldsberger Dichtertagen von Hans Grimm (dem Autor von „Volk ohne Raum“) und trug dort vor rund 4000 Zuhörern der Wehrmacht, Sturmabteilung (SA) und HJ seine Ballade „Totspieler“ vor. Zur Olympiade 1936 erhielt er den Auftrag, einen Text für die Hymne von Richard Strauss zu finden. Die Entwürfe der von ihm ausgewählten Dichter waren ihm jedoch für den Zweck alle „zu deutsch“ und wären von anderen Völkern „nicht verstanden oder abgelehnt“ worden. Er erläuterte seine Tätigkeit als Preisrichter in einem Aufsatz und sandte diesen auch an Goebbels. Dieser erlaubte ihm, zur Eröffnung der Olympiade auf der Ehrentribune nahe bei Hitler, Goebbels und Hermann Göring zu sitzen.
Die rassistische Politik des Reichsernährungsministers Walther Darré, der einen Neuadel aus Blut und Boden anstrebte, begrüßte Münchhausen seit 1934 mit „leidenschaftlicher Anteilnahme“ und „tiefster Freude“; Darrés Erfolge überträfen seine „kühnsten Träume“. Er machte ihn auf unliebsame „Hetze gegen den Großgrundbesitz“ in Presseartikeln aufmerksam und tauschte sich mit ihm über die „heutige Sprachverwilderung“ (Fremdwörter) aus.
Über seinen Verlag erhielt Münchhausen Aufsätze über Nationalsozialistische Rassenhygiene von Reichsinnenminister Wilhelm Frick und SS-Oberführer Arthur Gütt, der für das Gesetz zur Verhütung erbkranken Nachwuchses und dessen mörderische Folgen mitverantwortlich war. Am 25. September 1936 schlug Münchhausen Gütt vor, Juden deutsche Namen wegzunehmen. Sie hätten diese oft nur als „Tarn-Namen“ gewählt. Man müsste sie veranlassen, seit 1900 angenommene deutsche Namen wieder aufzugeben, ihnen zugleich die Annahme französischer und englischer Namen verbieten und sie zur Annahme alttestamentlicher Namen zwingen. Eine solche Maßregel würde „das Erkennen der Juden“ erleichtern. Gütt gab den Brief sofort an Frick weiter, der daraufhin eine Rücksprache zum damals vorbereiteten Gesetz über die Änderung von Familiennamen und Vornamen anordnete, unter anderem zwischen Regierungsrat Hans Globke und Staatssekretär Wilhelm Stuckart. In der laufenden Debatte erwies sich, dass „jüdische“ und „deutsche“ Nachnamen nicht konsistent unterscheidbar waren, so dass das Gesetz 1938 nur einen zusätzlichen, vom Staat festgelegten jüdischen Vornamen anordnete und ab 1939 um den Judenstern ergänzt wurde. Münchhausen hatte diesen Kennzeichnungsprozess, der ab 1941 in den Holocaust mündete, mit angeregt.
1937 beschwerte sich Münchhausen bei Hanns Johst über ein Vorlesebuch, in dem Theodor Fontanes Ballade Herr von Ribbeck auf Ribbeck im Havelland „verstümmelt“ worden sei. Er formulierte einen Erlass, den Johst übernahm und veröffentlichte. Daraufhin griff die Antisemitin Mathilde Ludendorff Münchhausen in ihrer Zeitschrift als „großen Freund der Juden“ an, der sein Werk Juda von 1900 „mit jüdischen Symbolen und Zeichnungen reich ausgestattet“ habe. Philipp Bouhler, der die Parteiamtliche Prüfungskommission zum Schutze des nationalsozialistischen Schrifttums führte, erklärte Juda für „untragbar“, obwohl das Buch ohnehin vergriffen war. Ein Leserbrief bezichtigte Münchhausen des „geistigen Hochverrats am deutschen Volk“. Münchhausen klagte gegen den Autor, strich aber alle Juden aus seinen Werken.
In einer Rezension zum Sammelband deutscher Gedichte Echtermeyer in der Wochenzeitung Deutsche Zukunft, für die Münchhausen regelmäßig schrieb, kritisierte er, die Zensur habe 92 von 170 Dichtern gestrichen und ersetzt. Er fragte, wie weit die „Großen von 1900“ schon vergessen seien, und ahnte, auch er selbst werde künftig ebenso vergessen und durch „neue ‚Unsterbliche‘“ ersetzt werden. Weil er implizit auch jüdische Autoren zu den „Großen“ zählte, griffen Teile der NS-Presse seine Kritik als unwichtige, unzeitgemäße oder „reaktionäre Kunstbetrachtung“ an. Die neuen Dichter schrieben für die „nationalsozialistische Volksgemeinschaft“, nicht mehr für „des Freiherrn Kreise“. Der Chef des Reichssicherheitshauptamts Heinrich Himmler urteilte intern, Münchhausen sei ein typischer Vertreter der „alten Feudal-Aristokratie“, habe sich vor 1933 offen als „Freund des Judentums“ bekannt und noch 1937 mit dem jüdischen Literaturwissenschaftler Georg Witkowski Kontakt gepflegt. Doch bis auf Juda und judenfreundliche Passagen in seinen Memoiren seien seine Werke nicht zu beanstanden. Goebbels wies die RSK an, nichts gegen Münchhausen zu unternehmen, „da er als weithin angesehener Autor und Dichter von Rang angesehen werden muss“. Die internen Bedenken schadeten ihm nicht. Im Juni 1938 notierte er in sein Tagebuch, Goebbels sei zu ihm „bestrickend liebenswürdig wie immer“ gewesen.
1937 wurde Hermann Göring Reichsprotektor der Akademie der Künste und beauftragte Münchhausen, der heftig darum geworben hatte, sie in eine „Deutsche Akademie“ umzuwandeln. Dieser billigte Görings Maßnahmen gegen „jüdisch Versippte und politisch nicht Genehme“ und wollte die „Verfratzung“ der Kunst in der Moderne beenden, um die „wahre“ Kunst als der „reinen zweckerlösten edelsten Betätigung menschlichen Geistes und menschlicher Seele“ zu retten. Laut seinem Tagebuch war er sich mit dem NS-Regime einig, dass sich unter Malern und Musikern der Akademie noch immer „Judenstämmlinge […], Kommunisten und Staatsfeinde“ befänden. Er schlug Rust vor, die nichtjüdischen Mitglieder entscheiden zu lassen, wen sie hinzuwählten, und die Akademie direkt Hitler zu unterstellen. So wollte er seine Dichterelite weiter fördern und Einflussnahme untergeordneter Stellen ausschließen. Doch in der Folgezeit verlor die Dichtersektion der Akademie an Bedeutung für das NS-Regime.
Münchhausen verteidigte weiter öffentlich den NS-Staat und schrieb im April 1937 an Thomas Mann im Exil: Dieser werde offenkundig durch „falsche und wahrscheinlich verleumderische Nachrichten über Deutschland“ betrogen. Tatsächlich gebe es dort keinen Bürgerkrieg, keine Morde an Unschuldigen, keine Streiks, keine Arbeitslosen, keinen Hunger oder Mangel. Trotz gelegentlicher Knappheiten sei das deutsche Volk „seit 4 Jahren tief glücklich“. Er selbst sei kein Nationalsozialist, aber nie „mit dem Kaisertum so weitgehend einverstanden wie mit dem Dritten Reich“ gewesen. Er verwies auf Kulturförderung und literarische Preise und resumierte: Noch nie und nirgends habe eine Regierung „in so kurzer und schwerer Zeit eine solche Fülle von Segen über ein Volk ausgegossen wie das Hitlertum“.
Ab 1938 durften die Wartburgtreffen zur Preisvergabe der „silbernen Wartburgrose“ nicht mehr stattfinden, da nun die Weimarer Dichtertreffen der Nationalsozialisten alle vorherigen Dichtertreffen zusammenfassten.
Im Zweiten Weltkrieg ab 1940 unternahm Münchhausen erneut Vortragsreisen in besetzte Gebiete im Dienst der deutschen Kriegspropaganda. Er bejahte die deutschen Eroberungskriege als „Stacheldraht um die Garbe der geistigen Freiheit […], der allein und seit 2000 Jahren zum ersten Male das Volk einheitlich zusammenband und alle gültigen Erfolge dieser Zeit ermöglichte“. Im Kriegsverlauf vervielfachten sich der Absatz seiner Bücher und seine Einnahmen aus Vorträgen und Radiosendungen.
Ab 1940 zog sich Münchhausen allmählich aus der Kulturpolitik zurück und widmete sich nur noch der Pflege seines Werkes und dem Landleben. 1941 gab er seine „Fröhliche Woche mit Freunden“ letztmals neu heraus, nachdem er „alles Jüdische“ daraus entfernt hatte. Er betonte darin, er habe seit 40 Jahren keine biblischen Balladen mehr verfasst. Den Zionismus habe er früher als einzige Möglichkeit gesehen, „Europa von den Juden zu befreien“, sei darüber aber „eines besseren belehrt“ worden. Deshalb habe er seine „überlebten“ damaligen Überzeugungen stehen lassen, „nicht ohne ausdrückliche Zustimmung maßgeblicher Stellen“. Er lehne das Judentum „grundsätzlich“ ab und habe dazu seit 1907 öfter Aufsätze veröffentlicht. In der ganzen NS-Zeit veröffentlichte Münchhausen fast nur Neuauflagen und Sammlungen früherer Werke. Er behielt die Hesped-Klage noch 1942 darin.
1943 stellte Münchhausen für die Berliner Staatsbibliothek eine Liste aller 636 Vertonungen seiner Gedichte und Balladen zusammen. Über Juden und die Kriegslage äußerte er sich nicht mehr. Zu seinem 70. Geburtstag (20. März 1944) brachte die UFA-Europawoche einen Filmbericht über ihn. Die RSK, der Landrat des Kreises Altenburg, die NSDAP und die HJ gratulierten ihm. Der Oberbürgermeister von Altenburg verlieh ihm die Ehrenbürgerwürde. Diese besaß er seit 1937 auch von der Stadt Göttingen, deren Universität ihn nun ebenfalls zum Ehrenbürger ernannte. Die „Gesellschaft der Bücherfreunde Chemnitz“ gab seine Balladen unter dem Titel Thöks Trotz – Ein Balladen-Kranz neu heraus. Im Vorwort dazu schrieb er, er habe einige Werke als „Bauteile zu einem Tempel deutscher Sage“ konzipiert. Diesen Tempel zu bauen fehle ihm die Zeit, „vielleicht auch Kraft und Gabe“. Die Ausgabe solle „das Unvollendete“ teilweise ersetzen.
Im März 1944 stiftete der NSDAP-Gauleiter Hartmann Lauterbacher den Münchhausen-Preis für deutsche Lyrik, der nur einmal vergeben wurde, nämlich an den Autor Moritz Jahn.
Im April 1944 war Münchhausen Kandidat für die Medaille Adlerschild des Deutschen Reiches, die in der NS-Zeit nur 65 Personen erhielten. Dass er sie nicht erhielt, führte seine Frau in ihrem Tagebuch auf „das blöde Buch Juda“ zurück und meinte: „Das Ding wäre scheußlich, und womöglich wird man dann aufgehängt, wenn wir den Krieg verlieren.“ Im August 1944 nahm Hitler Münchhausen in die „Gottbegnadeten-Liste“ der wichtigsten deutschen Schriftsteller auf. Im September 1944 schlug Münchhausen eine Bitte von Goebbels aus, dem deutschen Volk mit einem Aufruf „eine tiefere Sinndeutung der Entscheidung unserer Tage“ zum totalen Krieg zu geben. In seiner Absage behauptete er, die Religion sei „das, was uns in schweren Zeiten durchhalten lässt und gerade das darf heute nicht gesagt werden“. Zudem habe er als Dichter politische Gedanken nie ausgesprochen, weil er darin „Laie“ sei. Da dies seinem Engagement für rassistische Kulturpolitik widersprach, wurde es im Reichsministerium für Volksaufklärung und Propaganda als offene Ablehnung des NS-Regimes verstanden. Gleichwohl blieb Münchhausen unbehelligt.
Als seine Frau im Januar 1945 nach einem Schlaganfall im Sterben lag, bezeichnete er sich in seinen letzten Briefen an Schücking als „reinen Drangdichter“; seine Dramen seien „miserabel“, seine Novellen „minderwertig“. Er verspüre einen „gewissen Neid“ auf den Tod seiner Frau. Einen Monat bevor am 15. April 1945 die westlichen Alliierten nach Altenburg vorrückten, beging er am 16. März 1945 Suizid. Im Biographischen Lexikon zum Dritten Reich, herausgegeben von Hermann Weiß, Ausgabe 1998, urteilt Angela Stüber: „M. setzte seinem Leben nach dem Tode seiner Frau u. angesichts des Untergangs des Deutschen Reiches ein Ende.“ Nach Jutta Ditfurth gab sein Sekretär dies "als Gehirnschlag" aus und die Angehörigen sprachen "von Herzversagen." Er wurde auf dem Friedhof von Windischleuba begraben.

## Rezeption

### Lyrik
Münchhausen selbst stellte seine Balladen seit 1897 in die Nachfolge der Balladen von Theodor Storm und Theodor Fontane. Er knüpfte nicht an die Kunstballade Friedrich Schillers an, die er für unzeitgemäß hielt, sondern orientierte sich an der Tradition des Erzählliedes aus der Volksballade, die er mit vorindustriellen und mythischen Versatzstücken verband. Er verstand seine Balladen als „Heldenlieder“ und besang die germanische Sagenwelt sowie Göttergestalten der isländischen Edda. Weitere Schauplätze seiner Lyrik finden sich in der mittelalterlichen Welt der Ritter und in Phasen des Dreißigjährigen Krieges, in denen die einsamen Helden ihre Charakterqualitäten beweisen konnten. In seinen Texten verklärte er soziale und politische Prozesse zu einem naturhaften Geschehen und vertrat ein anachronistisches Adelsideal. So wurde er zu einem herausragenden Vertreter der „völkischen“ Literatur. Seit seinen ersten Veröffentlichungen lobte ihn die national orientierte Literaturkritik (neben Agnes Miegel und Lulu von Strauß und Torney) als Erneuerer der deutschen Ballade.
Diese drei Autoren stellten Literaturhistoriker wie Karl Borinski, Josef Nadler und Oskar Walzel in den 1920er Jahren nebeneinander. Laut Walzel führte Münchhausen die Tradition von Strachwitz über Fontane und Detlev von Liliencron am erfolgreichsten fort. Laut Albert Soergel überragten Miegels beste Balladen die ihrer beiden Dichterkollegen. Damals galten Münchhausen und andere völkische und/oder nationalsozialistische Autoren wie Gustav Frenssen, Erwin Guido Kolbenheyer, Hans Grimm und Lulu von Strauß und Torney als „Heimatkunst“ in der Nachfolge Wilhelm Raabes.
In der NS-Zeit erreichte Münchhausens Reputation ihren Höhepunkt. Moritz Jahn pries ihn im Juli 1939 im nationalsozialistischen Literaturmagazin Das Innere Reich als führenden deutschen Poeten und größten Balladendichter seit Fontane. Er vermittle in seinen Balladen die Liebe zur Heimat als das Wesen deutschen Geistes. Er und seine Poesie seien ewige Besitztümer des deutschen Volkes. Zu Lebzeiten Münchhausens wurden 740.000 Stück seiner Werkausgaben verkauft.
Eine besondere Rezeption erfuhr seine 1900 entstandene Ballade Jenseits. Der Text behandelt den emotionalen Konflikt eines jungen Königs (eventuell des letzten Staufers Konradin) zwischen seiner Neigung zu einem „Reiterknaben“ und dem Männerbund des Heeres. 1920 vertonte der Musikpädagoge Robert Götz die Ballade für den Wandervogel. 1933 wurde das Lied in das Liederbuch Blut und Ehre der Hitlerjugend aufgenommen, jedoch in einer Textfassung ohne die homoerotische Anspielung. Für den Historiker Jürgen Reulecke zeigt der Vorgang die Kontinuität rechtsradikaler deutscher Männerbünde und die Eignung von Texten Münchhausens für ideologische Zwecke im NS-Staat. Für den Historiker Franz Wegener zeigt der Eingriff beispielhaft „den Übergang von der freiheitsliebenden rebellischen Jugend Weimars in die totalitäre Gedankenkontrolle der HJ“.
Der zionistische Jüdische Pfadfinderbund übernahm ab 1933 aus dem Liedgut des Wandervogels und der HJ Münchhausens Lieder Die Glocken stürmten vom Bernwardsturm und Jenseits des Tales, obwohl deren Autor „ein Anhänger, ja sogar Bewunderer der Nazis war“ (so der Zeitzeuge und spätere Literaturkritiker Marcel Reich-Ranicki). Reich-Ranicki nahm die beiden genannten Gedichte 2005 in seine Anthologie Der Kanon, Band 5 auf.
Der Schlagersänger Heino erreichte mit dem Lied Jenseits des Tales 1965 seinen ersten Hit. Die Single wurde mehr als 100.000 mal verkauft. Die vierte Strophe des Originaltextes ließ Heino wegen ihrer homoerotischen Motive weg. Eine Neuaufnahme 2014 war mit einem stark veränderten Text versehen, in dem dem König ein Verhältnis mit einer Marketenderin zugeschrieben wurde. Heinos ahistorische Übernahme solcher Lieder des Wandervogels, der HJ und SS stieß 2018 auf Kritik, als die Landesregierung in Nordrhein-Westfalen ihn als „Heimatbotschafter“ engagierte.
Die Germanistik betonte bis in die 1960er Jahre Münchhausens Rang als Balladendichter. Die von 1950 bis 1972 oft wieder aufgelegte Anthologie Deutsche Dichtung der Neuzeit von Ernst Bender für Oberschulen in der Bundesrepublik enthielt einige Gedichte Münchhausens. Sie finden sich auch in den Anthologien Der Ewige Brunnen und Der Große Conrady. Der Politikwissenschaftler Iring Fetscher deutete Münchhausens Gedicht Die Hesped-Klage im fünften Band der von Marcel Reich-Ranicki herausgegebenen Sammlung Deutsche Gedichte und ihre Interpretationen.
Seit den 1960er Jahren fanden Münchhausens Balladen nur noch wenig Beachtung. Im Jahr 2000 waren sein Name und seine Lyrik in Deutschland nahezu unbekannt. Heute sind seine Balladen bis auf seine populäre Lederhosen-Saga (1907) fast vergessen.
Laut dem Germanisten Uwe-K. Ketelsen (1976) können Münchhausens Balladen nicht nur innerliterarisch betrachtet werden. Er habe seine Tradition bewusst gewählt und mit einer germanistischen Theorie der „nordischen“, heroischen Ballade verbunden. Deren „Erneuerung“ habe er als künstlerisches Desinteresse an nichtadeligen, ärmeren Bevölkerungsteilen formuliert und gegen den Sozialismus gestellt. Darum hätten frühere Germanisten wie Wolfgang Kayser diese Balladen als „Kampfansage bisher zurückgedrängter stammestümlicher und rassischer Kräfte gegen die vom bürgerlichen Geiste bestimmte Literatur“ aufgefasst. Die völkisch-national-konservative Literatur habe sie zu ihrem Grundbestand gezählt und als literarische Gegenmanifestationen gegen moderne Erzählgedichte von Arno Holz, Frank Wedekind, Christian Morgenstern und gegen die neuzeitliche Entwicklung insgesamt gewertet. Solche antimodernen Balladen seien unter dem Deckmantel der „Jugendgemäßheit“ noch bis vor kurzem über den Schulunterricht im allgemeinen literarischen Bewusstsein verankert worden.
Im Autorenlexikon deutschsprachiger Literatur des 20. Jahrhunderts wird Münchhausen als „Vertreter reaktionären Gedankenguts“ bezeichnet. In seinem Werk verherrliche er einen „ritterlich-feudalen und junkerhaft-polternden Lebensstil“, dem er sich selbst hingegeben habe. Dorothee Wege (Kindlers Literatur Lexikon) verwies 1991 darauf, dass Münchhausens Lyrik in die Ideologie des völkischen Nationalismus eingebunden war.
Der Literaturhistoriker Klaus Ehlert stellt Münchhausens „Wiederbelebung der Ballade“ in den Kontext einer literarischen Entwicklung, die schon um 1900 zur Blut-und-Boden-Ideologie des deutschen Faschismus tendiert und dem aufstrebenden Bürgertum kompensatorische Texte für ihm unzugängliche Lebenswelten angeboten habe. Die „Heimatdichter“ Münchhausen und Miegel hätten auf die sozialen Probleme reagiert, indem sie sie nicht behandelten, und stattdessen Sage, Mythologie und Aberglaube als Themen ihrer Texte gewählt. Dabei hätten sie anders als Theodor Fontane individuelle Gestaltungsmöglichkeiten der Ballade nicht ausgeschöpft. Ehlert erinnert dazu an das Urteil des Literaturhistorikers Albert Soergel (Dichtung und Dichter der Zeit, ab 1911, hier 1916): Münchhausens „Herrenstolz sieht nur seine Standesgenossen, er ist ganz unsozial“; mit Fontane könne man sagen: „All dat Tüg ist to spektakolös… Dat allens bummst und klappert to veel.“
Laut der Kultur- und Literaturwissenschaftlerin Eva Edelmann-Ohler ist noch zu klären, ob und ab wann Münchhausens Lyrik antisemitisch war. Die Texte von Juda ließen offen, aus welchen Motiven er den Zionismus um 1900 unterstützte. Die Mehrdeutigkeit der Motive deutscher Philosemiten wie Münchhausen beschreibt der Historiker Michael Brenner. Gleichwohl stellte der zionistische Aktivist Wolfgang von Weisl seiner Autobiografie (1971) die Einleitungsverse von Juda als sein eigenes Lebensmotto voran. Er hatte Juda aus Samuel Gronemanns Memoiren 1946 kennengelernt.
Münchhausens Briefe an Levin Schücking (publiziert 2001) dokumentieren: „Lange vor dem Nationalsozialismus frönte Münchhausen einer Judenfeindschaft, sieht ‚das Jüdische‘ immer wieder als kulturzersetzendes Element oder beklagt die ‚Verjudung‘ Deutschlands. Dabei wird er nicht müde zu betonen, daß er ja eigentlich kein Antisemit sei.“ Laut dem Rezensenten Elmar Schenkel diente seine antimoderne Lyrik „einer konservativ-patriotischen bis nationalsozialistischen Ideologie“.

### Besitztümer
Münchhausen, der nach dem Unfalltod seines gleichnamigen Sohnes Börries (1904–1934) kinderlos war, vererbte je eines seiner Rittergüter Moringen und Parensen an seine beiden Stiefkinder. Siegfried (Leberecht Heinrich) Crusius (1897–1978) erhielt das Rittergut Parensen, bewohnte und bewirtschaftete dieses auch. Schloss Windischleuba wurde bei der Bodenreform 1945 enteignet und wird seit 1977 als Jugendherberge genutzt.
2004 kaufte der mehrfach vorbestrafte Neonazi Karl-Heinz Hoffmann das stark verfallene Rittergut Sahlis. Bis 2016 förderte der Freistaat Sachsen Hoffmanns „Kulturstiftung“ mit 130.000 Euro, die er jedoch kaum für die Sanierung des Guts verwendete. Weil er Abwasserkanäle nicht bezahlte, ließ der Abwasserzweckverband Wyhratal das Gut im Januar 2016 zwangsversteigern. Ein Geschäftsmann aus Oberhausen ersteigerte es für mehr als 160.000 Euro. Weil seine Bieterin angab, er wolle dort ein Konzentrationslager errichten, wurde die Versteigerung rechtlich überprüft, im Januar 2016 erhielt dieser Bieter jedoch den Zuschlag.

### Ehrungen
Der Stadtrat von Kohren-Sahlis, in dem seit 1999 auch Münchhausens Urgroßneffe Georg-Ludwig von Breitenbuch vertreten war, ehrte Münchhausen 2003 zum 550-jährigen Bestehen der Stadt. Proteste im Vorfeld wurden abgewehrt. Briefe von NS-Opfern, die als Kinder in SS-Lebensborn-Heimen von Kohren-Sahlis einer „Umerziehung“ ausgesetzt waren, blieben unbeantwortet. Der Lokalhistoriker Rainer Arnold bestritt in einer Studie Münchhausens „Engagement im Sinne der NSDAP“: Er sei konservativ und apolitisch gewesen, habe früh seine „Verachtung für Völker- und Rassenhass“ verkündet, „jüdische Freunde beherbergt“ und sei nur durch seine „Eitelkeit des Alters“ in „manchmal peinliche Nähe zu den Nazis“ geraten. Belegte Informationen der Biografin Jutta Ditfurth, einer Urgroßnichte Münchhausens, wehrten lokale Leserbriefschreiber als „anmaßende Einmischung“ und als „Rufmord für Land und Leute“ ab, mit denen sie ihnen „die Festvorbereitungen vermiesen“ wolle. Beim Festumzug stellten Schauspieler das Ehepaar Münchhausen in einer fahrenden Kutsche dar; lokale NS-Opfer wurden nicht gezeigt. Die Festschrift für das Stadtjubiläum (Herausgeber: Rainer Arnold) erwähnte ebenfalls nur den Dichter, nicht das Lebensborn-Heim.
Die Universität Göttingen beauftragte 2014 zwei Historiker damit, die Haltung von 35 zu Ehrenbürgern ernannten Personen in der NS-Zeit zu untersuchen. Sie stellten fest, dass Münchhausen nicht wegen besonderer Leistungen für Göttingen geehrt worden war, sondern wegen seines Antisemitismus und seiner beständigen Unterstützung des NS-Staates. Seine Urkunde würdigte nur den „deutschen Dichter, der […] eine altheimische Art dichterischen Gestaltens erneuert“ habe, und den „deutschen Mann, der durch den Klang zuchtvollen Sprechens ritterliche Gesinnung zu wecken“ wisse. Sie verwies auf die Göttinger Musenalmanache und die Verbindung seiner Adelsfamilie zur Universitätsgründung. Daraufhin erkannte die Universität Münchhausen und sieben weiteren Personen die Auszeichnung im Februar 2015 wieder ab.
Die Städte Altenburg und Göttingen führen Münchhausen weiterhin als Ehrenbürger. Zu seinem 125. Geburtstag 1999 benannte die Stadt Altenburg eine Straße nach ihm und führte eine Ausstellung und Festveranstaltung im Schloss Windischleuba für ihn durch. Sein Dichternachlass befand sich bis 1991 im Archiv der Friedrich-Schiller-Universität Jena, seitdem befindet er sich in Göttingen.

## Publikationen
Herausgeber

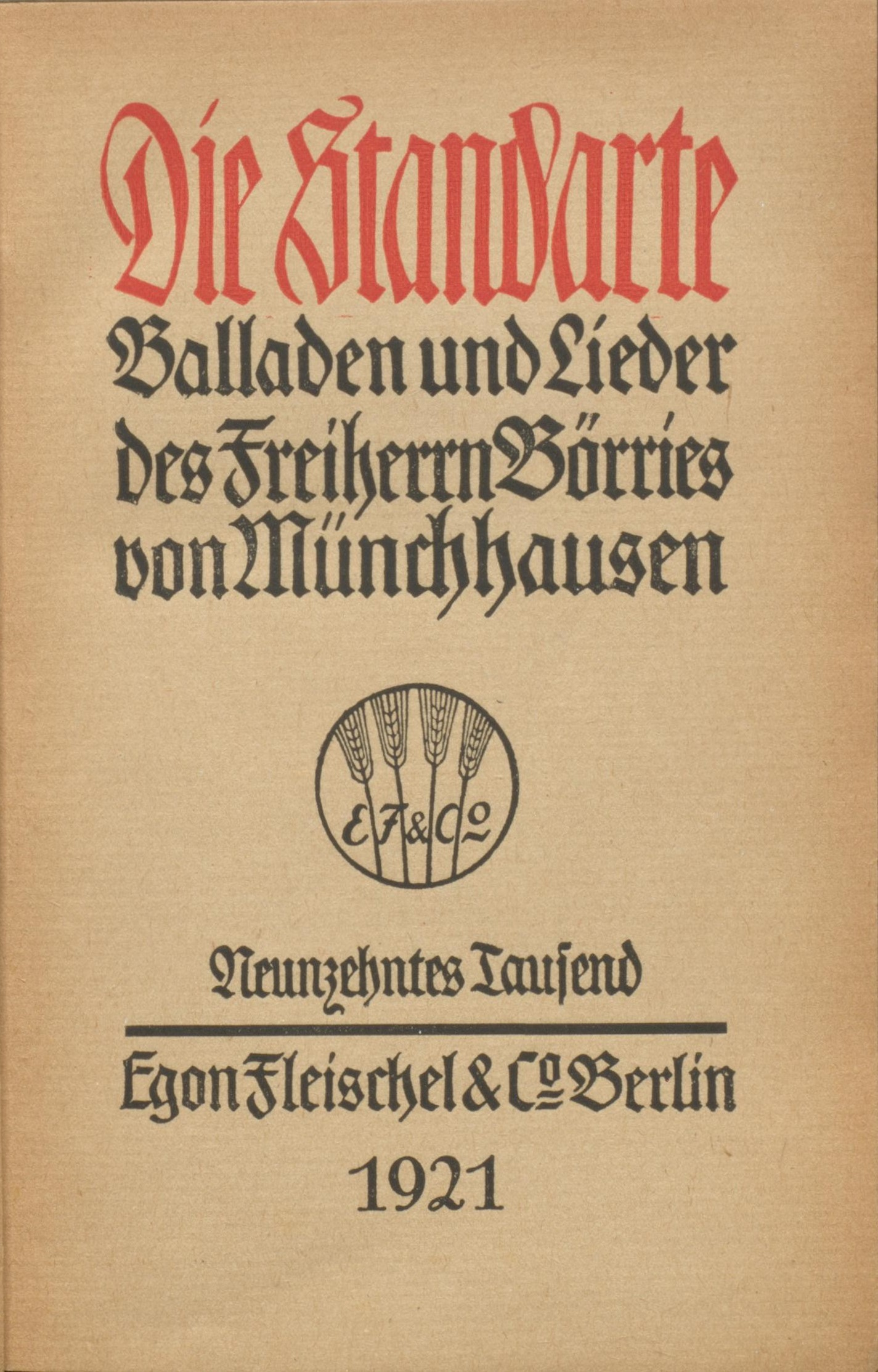
Die Standarte

- Göttinger Musen-Almanach für 1898.
- Göttinger Musen-Almanach für 1901.
- Göttinger Musen-Almanach für 1905.

Verlag Lüder Horstmann, Göttingen 1898; 1901; 1905
- (mit Gustav Stölting): Die Rittergüter der Fürstentümer Calenberg, Göttingen und Grubenhagen. Hannover 1912
- Göttinger Musen-Almanach für 1923. Hochschulverlag, Göttingen 1922
- Volk und Rasse. Vierteljahresschrift für deutsches Volkstum. Beilage Volk im Wort. Lehmann, München 1925ff.
- Arbeiten zur Familiengeschichte der Freiherren von Münchhausen. (4 Bände) Windischleuba 1935

Autor
- Gedichte, 1897
- Juda. Gesänge. Lattmann, 1900; Deutsche Verlags-Anstalt (DVA), Stuttgart 1922
- Balladen. Breslauer & Meyer, 1901
- Ritterliches Liederbuch. Lattmann, Berlin / Goslar / Leipzig 1903
- Zur Ästhetik meiner Balladen. Bausteine für die Ästhetik der deutschen Ballade. In: Deutsche Monatsschrift für das gesamte Leben der Gegenwart 11 / 1906, Ausgaben 1 (Oktober), 2 (November), 3 (Dezember)
- Die Balladen und ritterlichen Lieder. Egon Fleischel, Berlin 1908; DVA, Stuttgart 1921; 1941
- Das Herz im Harnisch. Neue Balladen und Lieder. Egon Fleischel 1911; DVA, Stuttgart 1922; 1937 (mit Verzeichnis der Vertonungen Münchhausenscher Gedichte); 1940
- Eine Ablehnung [der Übersetzung von Balladen BvMs durch Henri Guilbeaux ins Französische]. Der Türmer 16 / 1914, S. 7, 98 f.
- Germanisches und romanisches Naturgefühl. Der Türmer 17 / 1915, S. 11, 761–763
- Alte und neue Balladen und Lieder. Auswahl fürs Feld. Egon Fleischel, Berlin 1915; 1918
- Die Standarte. Balladen und Lieder. Egon Fleischel, Berlin 1916; DVA, Stuttgart 1922; 1928
- Münchhausen Beeren-Auslese. Eine Auswahl aus dem Gesamtwerk des Freiherrn Börries von Münchhausen. Egon Fleischel, Berlin 1920; DVA, Stuttgart 1920; Sonderausgabe für den Dienstgebrauch in der Hitlerjugend, DVA, Stuttgart 1937; oft wiederaufgelegt, unter anderem als „Soldatenbücherei Band 82“, herausgegeben vom Oberkommando der Wehrmacht;[105] zuletzt 1944
- Gegen die Volkshochschulen! In: Der Kunstwart 33 / 1920
- Von meinen Vorträgen mit einem Ausfall gegen die Rezitatoren. Velhagen & Klasings Monatshefte, 1921
- Fröhliche Woche mit Freunden. DVA, Stuttgart 1922
- Schloß in Wiesen. Balladen und Lieder. DVA, Stuttgart 1921; 1922
- Zu Coudenhovens Judenmischlingsvorschlag. In: Deutsches Adelsblatt, 1923, S. 144 f.
- Meister-Balladen. Ein Führer zur Freude. DVA, Stuttgart 1923; Verbesserte und stark vermehrte 10. Auflage, DVA, Stuttgart 1940, 1958
- Das Balladenbuch. DVA, Stuttgart 1924ff., 1944
- Das Liederbuch. DVA, Stuttgart 1928
- Hans Grimm. Von der bürgerlichen Ehre und Notwendigkeit. In: Der Hochwart 2 / 1932, S. 69 f.[106]
- Die neue Dichtung. In: Deutscher Almanach auf das Jahr 1934. Reclam, Leipzig 1933, S. 28–36
- Die Garbe: Ausgewählte Aufsätze. DVA, Stuttgart 1933
- Geschichten aus der Geschichte einer alten Geschlechts-Historie nacherzählt. Philipp Reclam junior, Leipzig 1934
- Das Weihelied der Elften Olympiade. Leipzig 1935
- Heinrich Heine in deutschen Tönen. In: Deutsche Zukunft 18, 3. Mai 1936[59]
- Autophilologie. In: Heinz Otto Burger (Hrsg.): Gedicht und Gedanke. Halle (Saale) 1942, S. 380–390
- Das dichterische Werk in zwei Bänden. Band 1: Das Balladenbuch – Ausgabe letzter Hand; Band 2: Das Liederbuch. DVA, Stuttgart 1950, 1969
- Freude war mein Amt. Balladen und Lieder. Ausgewählt von Moritz Jahn. Sachse & Pohl, Göttingen 1965
- Beate Schücking (Hrsg.): „Deine Augen über jedem Verse, den ich schrieb.“ Levin Ludwig Schücking – Börries von Münchhausen: Briefwechsel 1897–1945. Igel, Oldenburg 2001, ISBN 3-89621-127-7.